# Chouette de l'Himalaya
Strix nivicolum
Espèce
Synonymes
- Syrnium nivicolum Blyth, 1845 (protonyme)

Statut de conservation UICN

 LC  : Préoccupation mineure
La Chouette de l'Himalaya (Strix nivicolum) est une espèce d'oiseaux de la famille des Strigidae, longtemps considérée comme une sous-espèce de la Chouette hulotte (S. aluco).

## Répartition et sous-espèces
D'après la classification de référence du Congrès ornithologique international (version 14.1, 2024), la Chouette de l'Himalaya possède 3 sous-espèces (ordre phylogénique) :
- Strix nivicolum nivicolum (Blyth, 1845) — Himalaya et Chine ;
- Strix nivicolum yamadae Yamashina, 1936 — Taïwan ;
- Strix nivicolum ma (Clark, AH, 1907) — de part et d'autre de la mer Jaune.

Les deux dernières sous-espèces possèdent un corps plus clair et une nuque jaunâtre mouchetée respectivement.